# Chiesa di Santa Maria Assunta (Bricherasio)
La chiesa di Santa Maria Assunta è la parrocchiale di Bricherasio, in città metropolitana di Torino e diocesi di Pinerolo; fa parte della vicaria foranea della Val Pellice.

## Storia
La prima citazione di una chiesa a Bricherasio risale al 1179. Dalla relazione della visita pastorale del 1584 si viene a sapere che il campanile era stato distrutto. 
La chiesa fu distrutta nel 1594 durante una guerra tra i francesi e i sardo-piemontesi. Da un documento del 1602 si apprende che la chiesa era stata da poco riedificata. L'attuale parrocchiale venne edificata verso il 1670; nel 1679 il campanile crollò e la chiesa fu danneggiata da alcune truppe nel 1690. 
Nel XVIII secolo vennero condotti importanti lavori per eliminare l'umidità che da tempo rovinava la chiesa; nel 1725 fu realizzato l'altare maggiore e, nel 1748, la chiesa passò dall'arcidiocesi di Torino alla neo-costituita diocesi di Pinerolo. La parrocchiale venne consacrata il 7 novembre 1756 dal vescovo Jean-Baptiste D'Orliè De Saint Innocent. 
Negli anni 1830 fu terminato il campanile e, verso la metà di quel secolo, posato il nuovo pavimento. Nel 1938 vennero realizzate due nuove campane. Infine, nei primi anni 2000 l'edificio fu completamente restaurato.